# Districts du canton d'Argovie

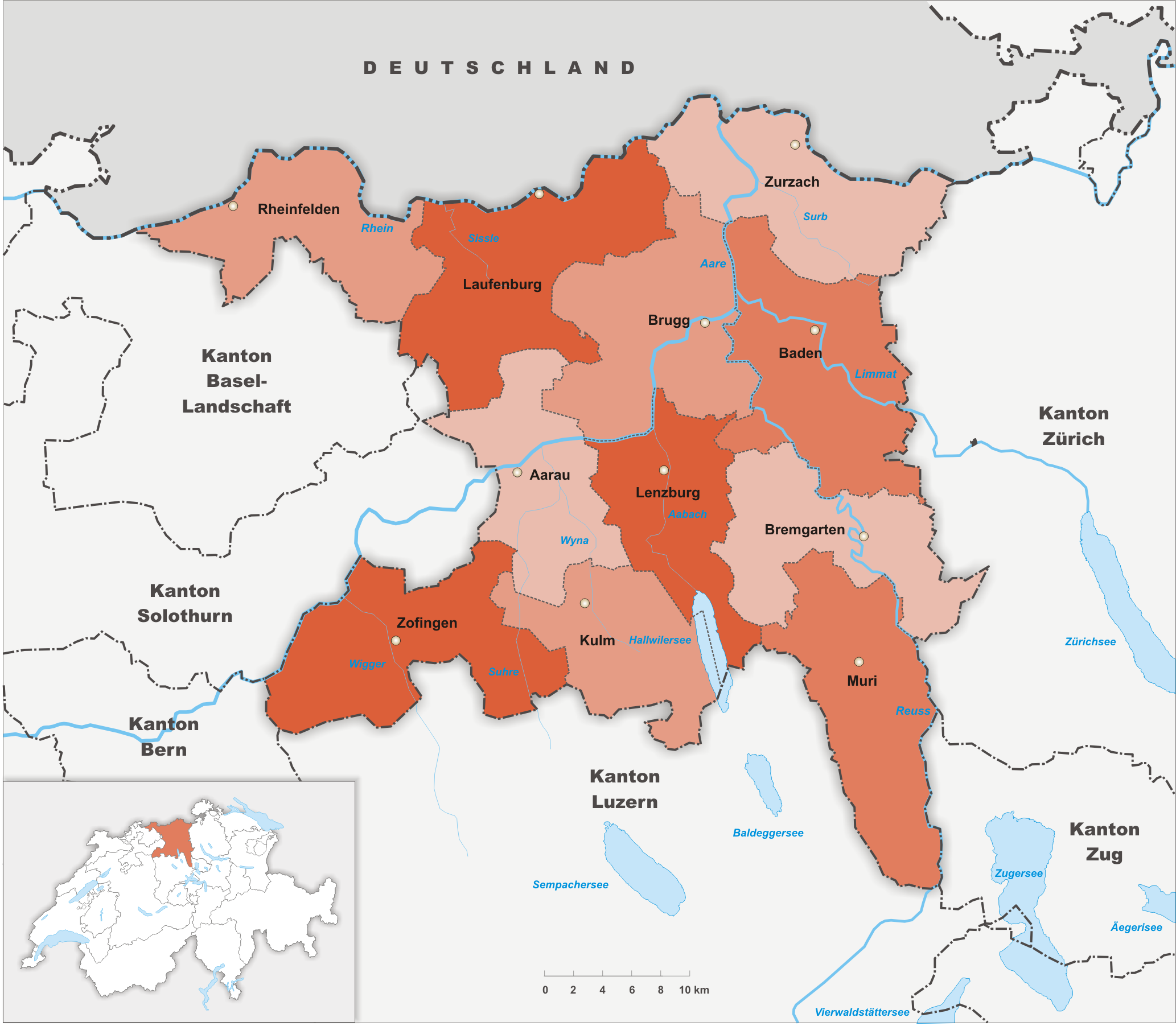
Carte du canton d'Argovie présentant sa division en districts.

Cet article présente une liste des districts du canton d'Argovie.

## Liste
En janvier 2019, le canton d'Argovie comptait 11 districts.
| Nom         | Chef-lieu   | N° OFS | Communes | Population (décembre 2022) | Superficie (km2) | Densité (hab./km2) |
| ----------- | ----------- | ------ | -------- | -------------------------- | ---------------- | ------------------ |
| Aarau       | Aarau       | B1901  | +12,     | +081 798,                  | +0104,46         | 783                |
| Baden       | Baden       | B1902  | +26,     | +149 093,                  | +0153,11         | 974                |
| Bremgarten  | Bremgarten  | B1903  | +22,     | +081 428,                  | +0117,48         | 693                |
| Brugg       | Brugg       | B1904  | +23,     | +051 451,                  | +0145,1          | 355                |
| Kulm        | Unterkulm   | B1905  | +17,     | +044 342,                  | +0097,28         | 456                |
| Laufenburg  | Laufenburg  | B1906  | +18,     | +035 808,                  | +0156,8          | 228                |
| Lenzbourg   | Lenzbourg   | B1907  | +20,     | +067 596,                  | +0098,11         | 689                |
| Muri        | Muri        | B1908  | +19,     | +038 384,                  | +0138,89         | 276                |
| Rheinfelden | Rheinfelden | B1909  | +14,     | +048 752,                  | +0111,79         | 436                |
| Zofingue    | Zofingue    | B1910  | +17,     | +076 255,                  | +0142,07         | 537                |
| Zurzach     | Zurzach     | B1911  | +22,     | +036 325,                  | +0129,99         | 279                |
| Total       | Total       | Total  | +210,    | +711 232,                  | +1 403,73        | 507                |